# 鹫类
鹫类（vultures）是一类以食腐肉為生的大型猛禽，包括秃鹫、兀鹫、神鷲等等，全球现存23种。雖然在欧、亚、非及美洲都有分布，但新大陆鹫與旧大陸鹫在分類上並不相近，其相似性是趋同演化的结果。

## 分類
鹫类可被分為舊大陸鷲类（Old World vultures）和新大陸鷲类（New World vultures）兩大類，兩者為趨同演化。

### 舊大陸鷲类
舊大陸鷲类主要分佈於非洲、亞洲與歐洲，為鷹形目鷹科中的禿鷲亞科與胡兀鷲亞科。

### 新大陸鷲类
新大陸鷲类又称美洲鹫，主要分佈於美洲，為美洲鷲目美洲鷲科。牠們與鷹科的關係不接近，反而接近鸛形目（即鸛類）。牠們當中有數種的嗅覺異常靈敏，有別其他猛禽。

## 食物
鹫类主要以動物屍體為食物分解者，很少襲擊健康的動物消費者；偶爾也會捕食生病或受傷的動物。而鹫类的胃酸因為有很強的腐蝕性，所以如果牠們進食被細菌感染的屍體也不易生病。
通常一只成年的鹫能在一分鐘内吞下至少两磅的肉。而一个数量可观的鹫类种群則能在30分鐘内将一匹成年斑馬的屍體吃乾淨。

## 數量減少

### 亚洲
1990年代起，印度及巴基斯坦的鹫类減少了九成半以上，在南亞地區亦有兩至三種鷲被IUCN紅色名錄提升至極危級別。這可能係與雙氯芬酸有關，是一種非類固醇消炎藥，有消炎止痛功效。此藥本用作醫牲畜用，但當牲畜死去，屍體內就留大量的藥份。由於農夫大多會將屍體亂棄置於荒野。禿鷲吃屍體時會直接吸收雙氯芬酸，導致腎衰竭，甚至死亡。
鷲类數量減少也為印度帶來衛生問題。印度是世界上拥有牛群总数最多的国家之一，但绝大多数的印度人并不食用牛肉。由于印度鹫类数量的减少，死去的牛得不到及时的处理而堆积起来。于是老鼠及流浪狗开始代替禿鷲處理屍體，从而导致印度的狗的数量在过去十一年间由七百万增长至二千九百万。老鼠的数量也迅速增长并帶來傳染病。这直接导致了在印度，被狗咬伤的案例增加了3850萬人次，有近5万的人口死于狂犬病。同时，鹫类数目的急剧下降也给印度的天葬（sky burial）带来负面影响。印度人相信鹫类能解放死者的灵魂并带其升天。但如今，由于鹫类的稀缺，被安放在天葬台上的尸体要数月后才会消失。
美洛昔康（Meloxicam）是另一種NSAID後期被證實對禿鷲無害的物質。雖然自2006年以来，印度政府已棄用雙氯芬酸，但這種藥仍然於市面上出售，對鷲类的威脅仍然未消除。在过去的十年间，印度最常见的三种鹫——白背兀鹫、长喙兀鹫以及细嘴兀鹫的数量减少了近96%。

### 非洲
在非洲，因为呋拉丹（Furadan）——一种用来防治各种害虫的土壤杀虫剂——的广泛使用，间接导致了至少六成的鹫类死亡。
同时，由于人类的活动的影响，大多数鹫直到五至七岁才达到性成熟。成年的鹫一年只哺育一只幼鸟，而至少九成的幼鸟会熬不过第一年。在过去的半个世纪里，这块大陆上鹫的数量减少了七至九成。

## 保护措施
2006年，印度、巴基斯坦和尼泊尔明令禁止使用含有导致鹫大规模死亡的双氯芬酸钠（diclofenac）的兽药。
2015年6月12日，为了督促欧盟委员会颁布对含有双氯芬酸钠的兽药的禁令，国际野生动物保护学会（WCS）在内的多个动物保护组织联合向28个欧盟成员国发出了申请。这一申请至今仍然未得到解决。

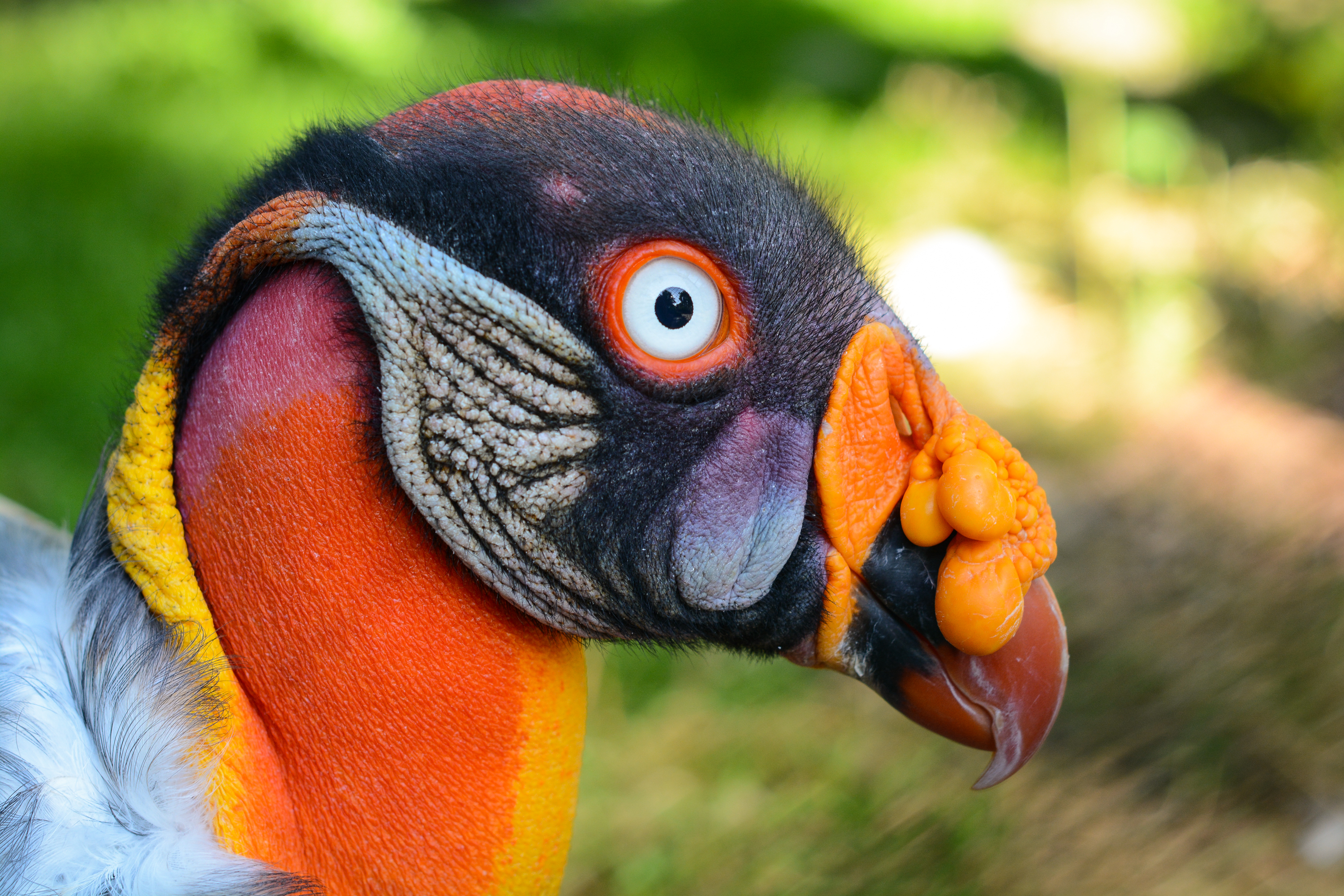
王鹫的头部特写.

在一系列包含饲养繁殖计划（captive-breeding）和鹫类“食堂”举措的实施下，在印度，鹫类种群数量下降的速度开始逐步减缓；甚至在一些地区，鹫类的数目开始回升。但三种受双氯芬酸钠影响最大的鹫类仍然保持着较低的种群数目。

## 文化

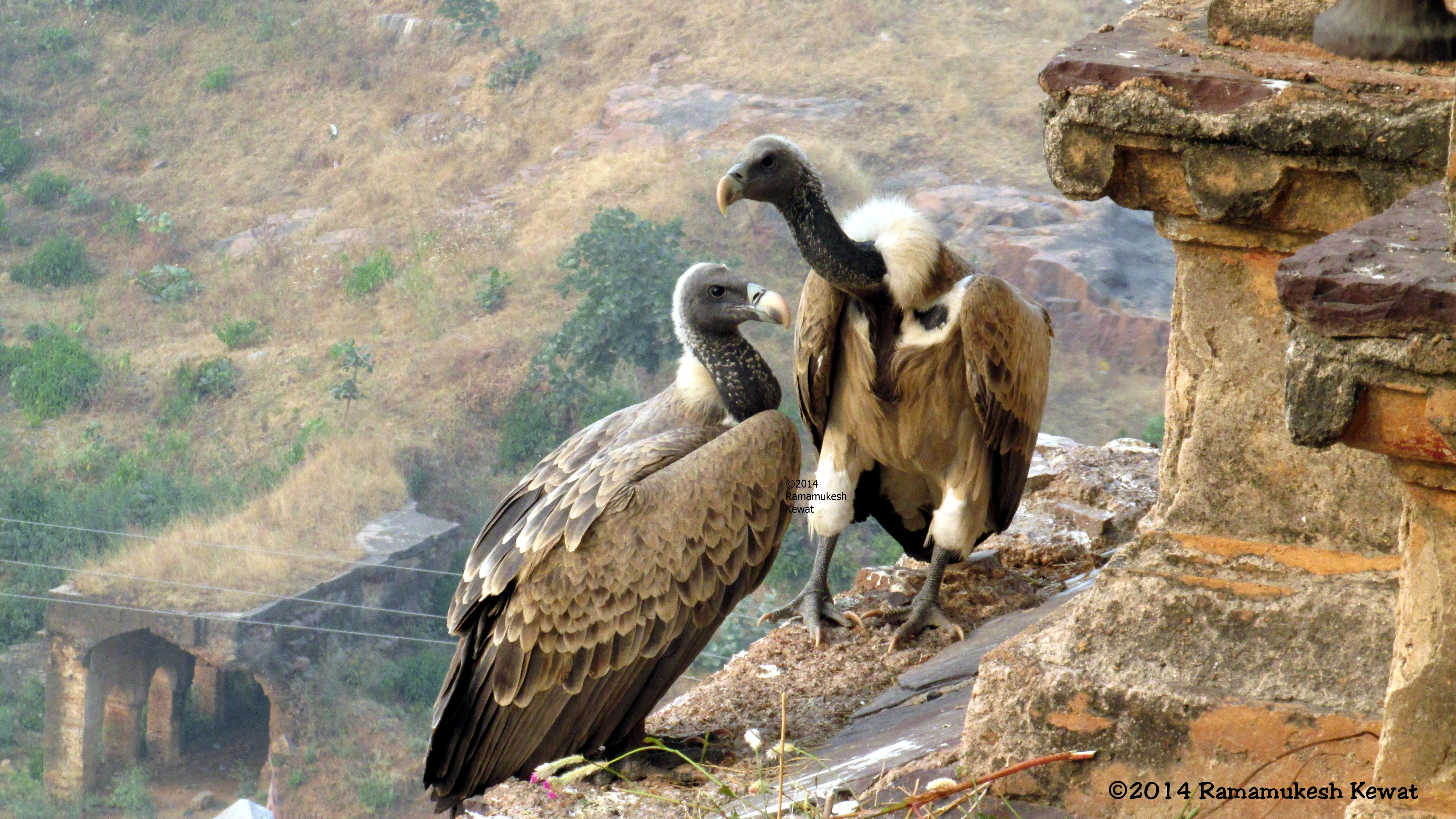
分布于南亚及东南亚的長喙兀鷲是当地生物系统的重要组成部分.

### 古代
西藏與中國西南部因缺乏木材，故有將死者的屍體切割後放置在祭壇供鷲类食盡的習俗，稱作鳥葬或天葬，當地居民亦將鷲类視為聖鳥。
古埃及字母
| A |

 便是禿鷲。
在《旧约全书》《利未记》和《申命记》中，鹫类被认为是一种由以色列孩童驯养的，象征不洁的生物

### 近现代
在南非，烘干并烟熏后的鹫头是传统药材中不可或缺的一部分，并常被当地人认为能帮助预测未来。同时，被处理过的鹫的身体也被当地人认为能帮助治疗一些疾病或是增强食用者的力量、耐力与速度。
在西方國家，鷲的形象通常偏為負面，在商界，常將利用大筆資金炒作市場獲利後迅速捲款撤出者稱為「禿鷲基金｣。
美國的國鳥英文称为，常被误解为鷲类，但事實上是白頭海鵰。